# 岸田継手
岸田 継手（きしだ の つぐて）は、奈良時代の貴族。姓は朝臣。位階は従五位下。

## 出自
岸田氏は、蘇我氏の一族である皇別氏族。蘇我稲目の子である小祚の孫・耳高の家が大和国山辺郡岸田村（現在の奈良県天理市朝和町岸田）にあったことから岸田を号したという。姓は臣であったが、天武天皇13年（684年）八色の姓の制定により朝臣に改姓した。

## 経歴
聖武朝の天平8年（736年）駿河国司史生に任ぜられ、翌天平9年（737年）の駿河国正税帳に正月から4月までの給粮がされた記録がある（この時の位階は従八位下）。天平10年（738年）前年に停止された防人を帰国させるための防人部領使に任ぜられて相模国へ派遣され、さらに俘囚部領使となり遠江国へ赴いている（この時の位階は従八位上）。
天平宝字8年（764年）藤原仲麻呂の乱終結後に行われた叙位にて従五位下に叙爵された。

## 官歴
注記のないものは『続日本紀』による。
- 時期不詳：従八位下
- 天平8年（736年） 日付不詳：駿河国司史生[2]
- 時期不詳：従八位上
- 天平10年（738年） 日付不詳：防人部領使、俘囚部領使[3]
- 時期不詳：正六位上
- 天平宝字8年（764年） 10月7日：従五位下